# Parc de la Creueta del Coll
Le parc de la Creueta del Coll est un jardin public de la ville de Barcelone situé dans les districts de Gràcia et d'Horta-Guinardó.

## Situation et accès
Le parc se situe dans le quartier du Guinardó, sur les hauteurs de la ville, sur le versant est de la montagne du Turó de la Rovira.
Il est accessible par la ligne 5 du métro de Barcelone, à la station El Coll-La Teixonera.

## Histoire
Comme le parc des Buttes-Chaumont, à Paris, le parc est créé sur les vestiges d'une ancienne carrière.
Il se situe en contrebas du Turó de la Rovira, haut lieu de mémoire de la guerre d'Espagne.
Il ouvre au public en 1976. Il est la création de trois architectes : Josep Martorell, Oriol Bohigas i Guardiola et David Mackay.

## Art public

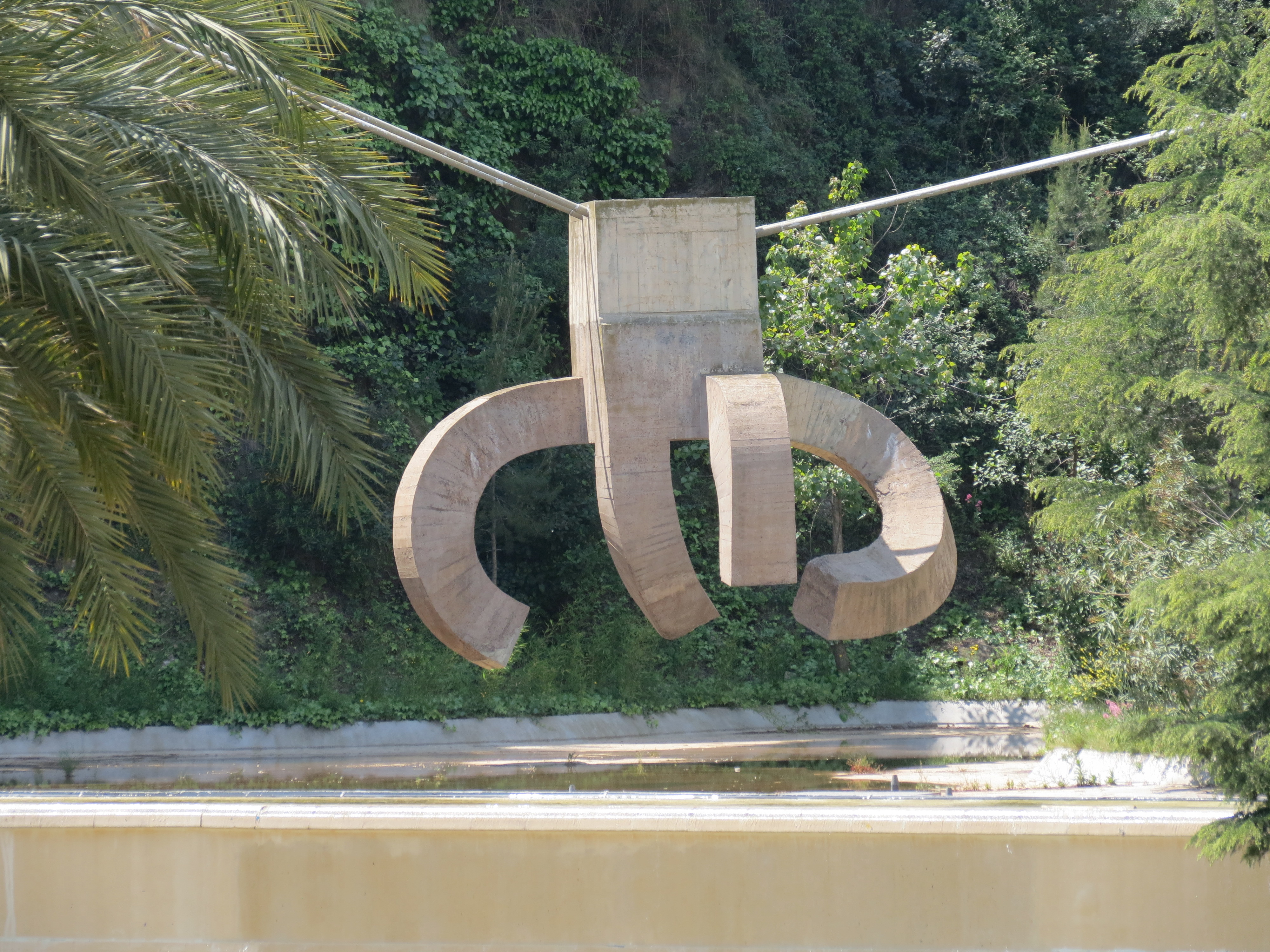
Elogi de l'Aigua, d'Eduardo Chillida.

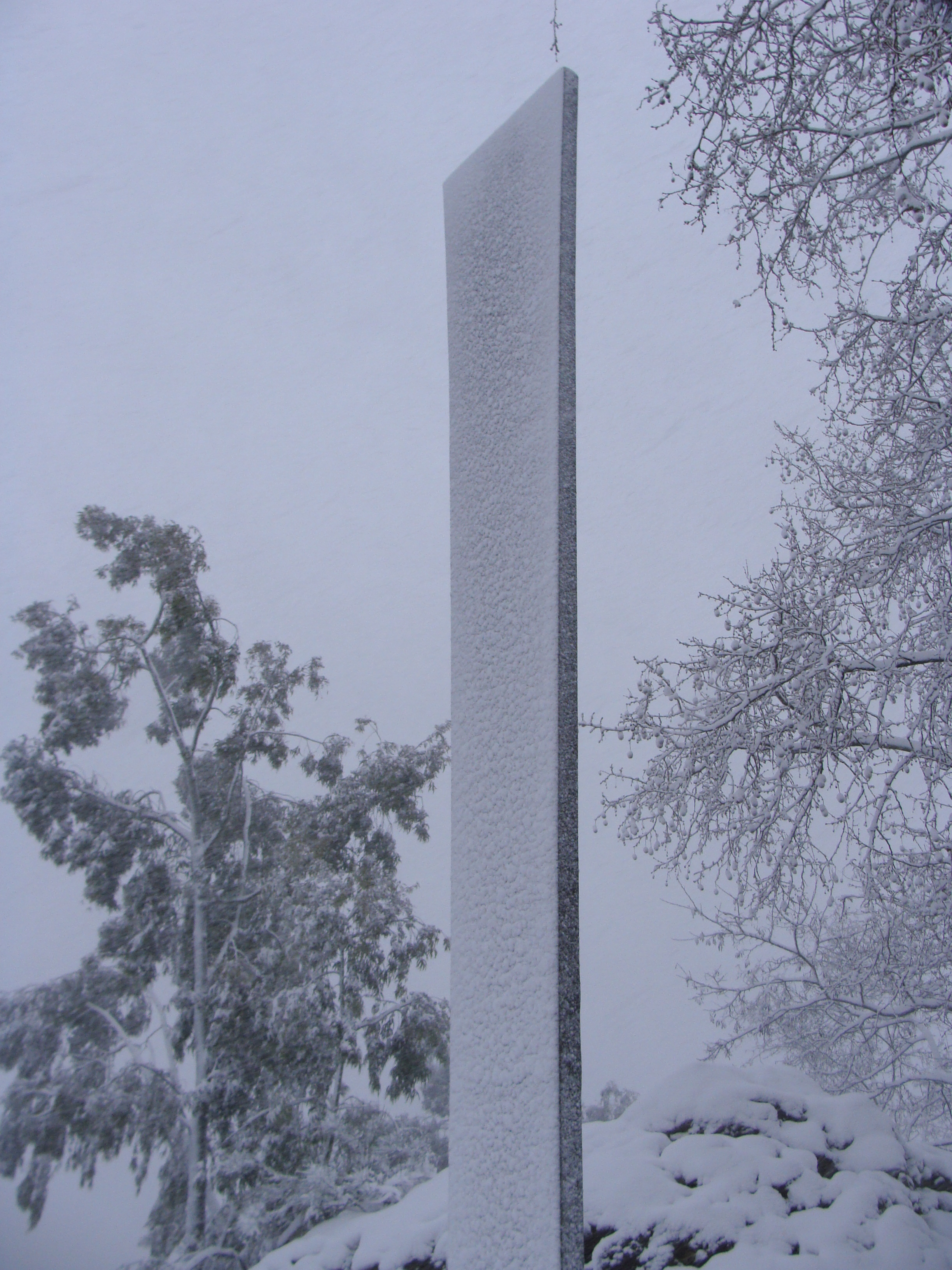
Tòtem, d'Ellsworth Kelly.

Deux monuments sont iconiques du parc : 
- La sculpture aquatique Elogi de l'Aigua (ca) (en français : Éloge de l'eau). Œuvre de l'artiste basque contemporain Eduardo Chillida[3], elle est réalisée in situ dans le parc et s'inspire du mythe de Narcisse[2]. La sculpture pèse 54 tonnes.

Elle est inaugurée en 1987 et fait partie des œuvres d'art dans l'espace public réalisée à l'occasion de la préparation de l'organisation des Jeux olympiques d'été de 1992. 
- Tòtem, de l'artiste américain Ellsworth Kelly[5].

## Activités liées au parc
- Son célèbre lac artificiel est ouvert au public, à la baignade, durant la période estivale[6].